# Iglesia de Santa María Magdalena (Tudela)
La iglesia de la Magdalena es el mayor exponente de arquitectura románica en Tudela (Navarra, España). Su construcción se remonta a mediados del siglo XII (románica), es decir, es contemporánea a la Catedral de Santa María, si bien esta última tardó más años en ser finalizada. A lo largo de los siglos ha sufrido numerosas remodelaciones, pero que a causa de una fuerte reconstrucción, en el que fueron derribadas casas que se encontraban adosadas y dos capillas de ladrillo, sin ningún tipo de historia ni arte, ha quedado prácticamente, como fue concedida en el siglo XII. Según algunos expertos, la construcción se levanta sobre una antigua iglesia mozárabe. Se sitúa entre las calles Portal, Caldereros y Fosal del Casco Antiguo de Tudela.

## Descripción general
La Iglesia de la Magdalena es un sobrio y bello edificio románico que presenta una curiosa nave de trazado irregular y eje desviado, siguiendo probablemente la disposición de la primitiva fábrica mozárabe. El templo está dividido en 7 tramos, con un total de unos 25 m de longitud, y reforzado con robustos y prismáticos contrafuertes. La nave está cubierta con una bóveda de medio cañón apuntado, apoyada sobre fuertes arcos fajones y capiteles historiados. El ábside no es semicircular, como en la mayor parte de los templos románicos de su tiempo, sino plano.
Presenta dos puertas dignas de atención, la principal situada a los pies de la nave y una lateral (inutilizada), situada a la izquierda. A la izquierda de la puerta principal, se encuentra la Torre.
En sucesivas reformas, se abrieron capillas como la de Santa Ana (siglo XVI). El Retablo principal, de estilo plateresco, preside el altar mayor es obra del escultor Domingo de Segura, data del siglo XVI y está dedicado a la Magdalena.
Una de las curiosidades de esta iglesia es que pertenece a las Iglesias de cabecera "torcida", es decir, el ábside se encuentra girado a la izquierda de la nave. Algunos historiadores quieren achacar esto a que la nave es el cuerpo de Cristo, y la cabecera es la cabeza girada ya muerto en la cruz.

## Historia y cronología de construcción

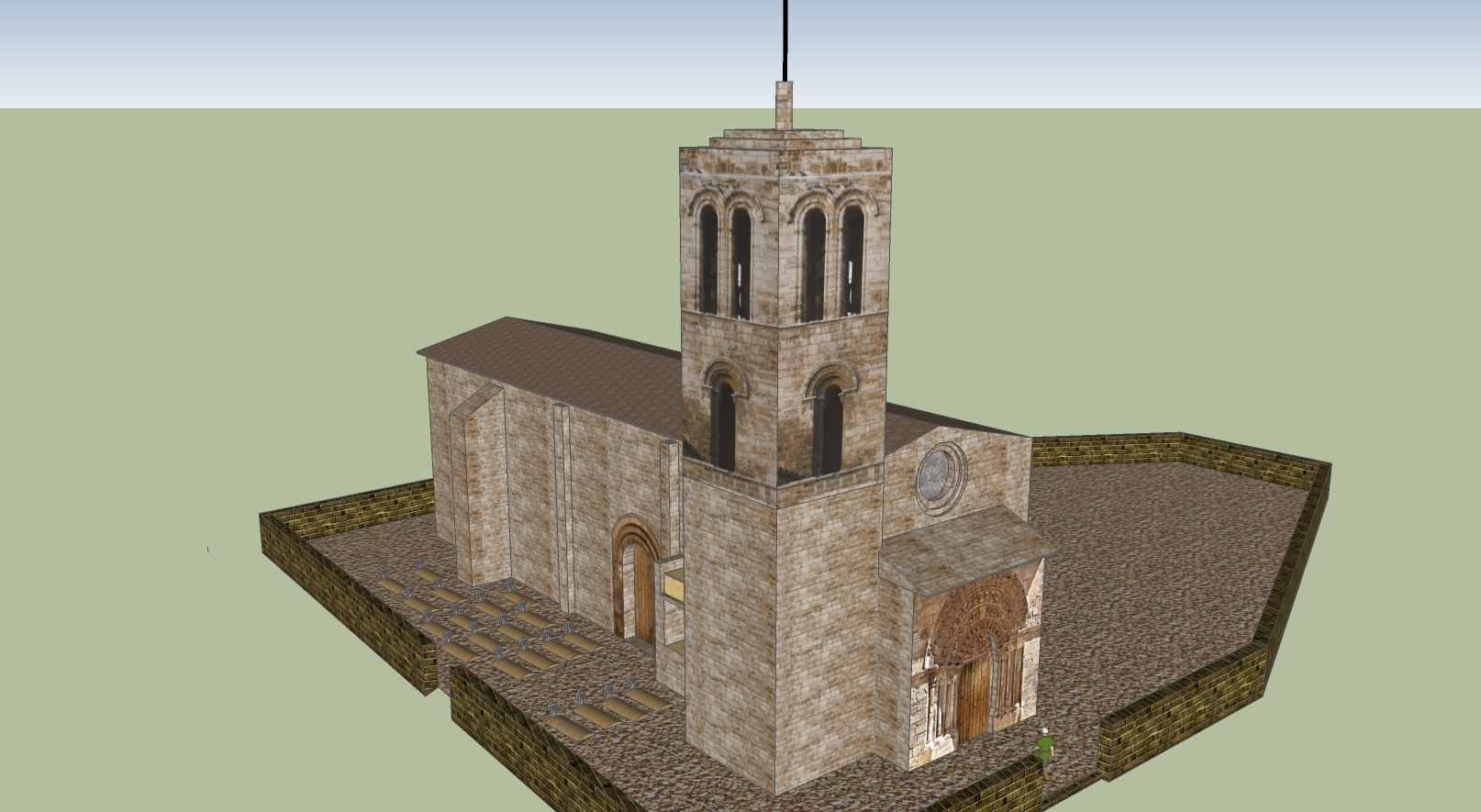
Iglesia con su primitiva apariencia.

La Iglesia de la Magdalena tiene una larga historia, pues ya existía bajo la dominación musulmana como templo mozárabe dedicada al culto cristiano. Se sabe que la parroquia existía en época musulmana pues se cita por primera vez en un documento de 1119, justo después de la reconquista de Tudela. Posteriormente se vuelve a citar en numerosas ocasiones a lo largo de los siglos XII y XIII. Parece ser que sobre el templo mozárabe, se levantó el actual edificio románico en la segunda mitad avanzada del siglo XII, quizás entre 1150 y 1160, pero finalizándose por completo a principios del siglo XIII. La puerta principal de la iglesia estuvo desde 1708 protegida por una fachada de ladrillo, la cual fue retirada en la restauración realizada en 1986.
En el siglo XVI, la iglesia fue remodelada, levantándose las capillas laterales de Santa Ana, de Nuestra Señora de la Esclavitud y la Bautismal. En el siglo XVII se construyeron las capillas de Ánimas y del Santo Cristo, de estilo barroco, las cuales fueron retiradas en 1986 con objeto de dejar al descubierto la majestuosidad del templo románico. El retablo del Altar Mayor recubre todo el ábside y es del siglo XVI. En la Capilla de Santa Ana se conserva la talla de Santa Ana la Vieja, talla del siglo XV de estilo flamenco.

## Torre

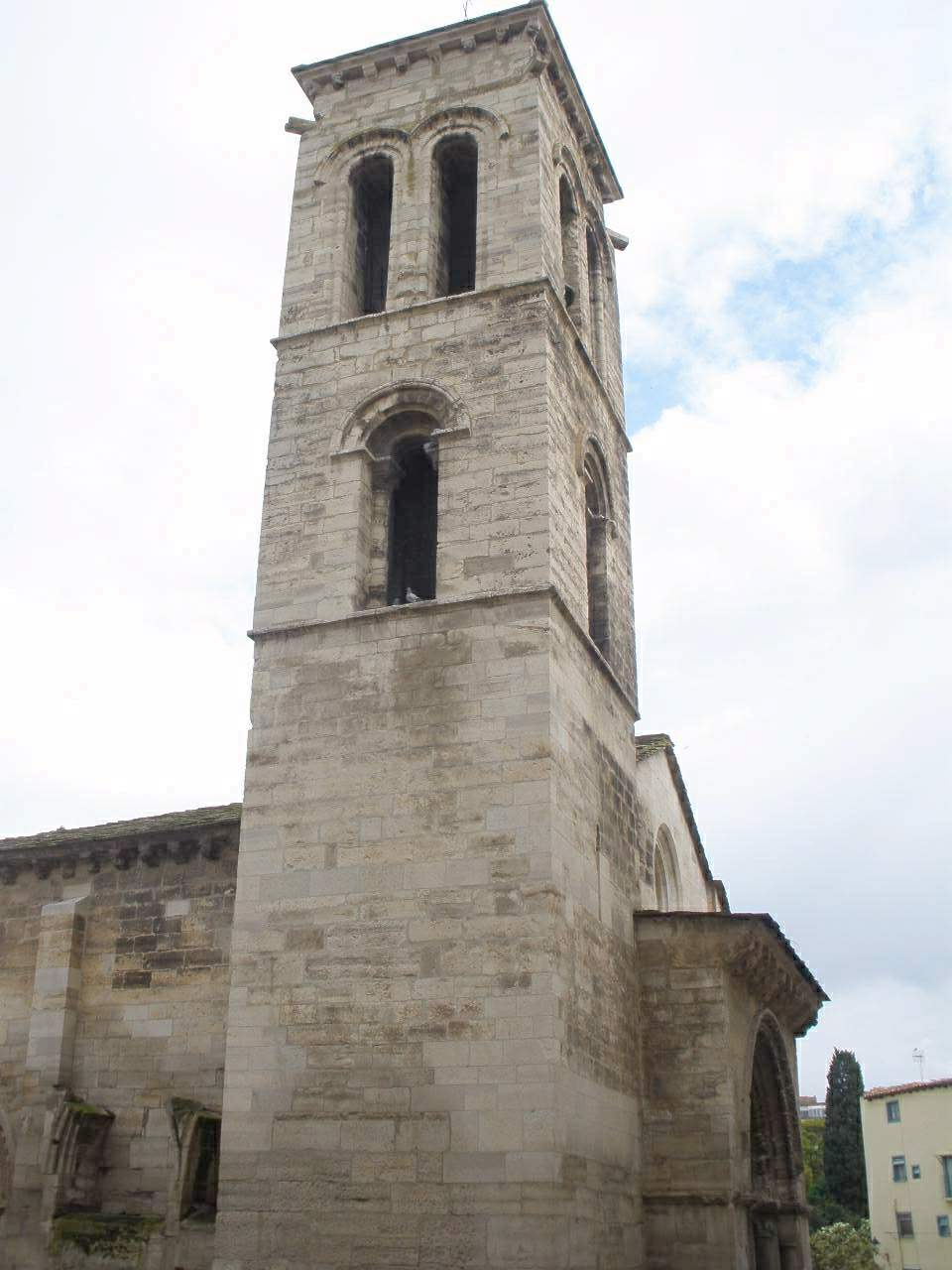
Torre románica

En el lado norte de la iglesia y a la izquierda de la puerta principal, se encuentra la torre románica exenta menos por un lado del cuerpo de la iglesia, no muy alta, y con tres cuerpos de planta cuadrada.
El primero posee dos pequeñas ventanas de iluminación.
El segundo tiene cuatro ventanas con arcos de medio punto, una en cada lado.
El tercero tiene ocho ventanas ajimezadas, dos en cada cara y en este cuerpo también están las 5 campanas.
Culmina con un achatado tejadillo piramidal.
La escalera interior es de caracol y de piedra, con sentido contrario a las agujas del reloj (subida) que llegan hasta el 2 cuerpo, para subir al tercero hay que usar una escalera de hierro (moderna).

## Puertas principal y lateral
- Puerta principal

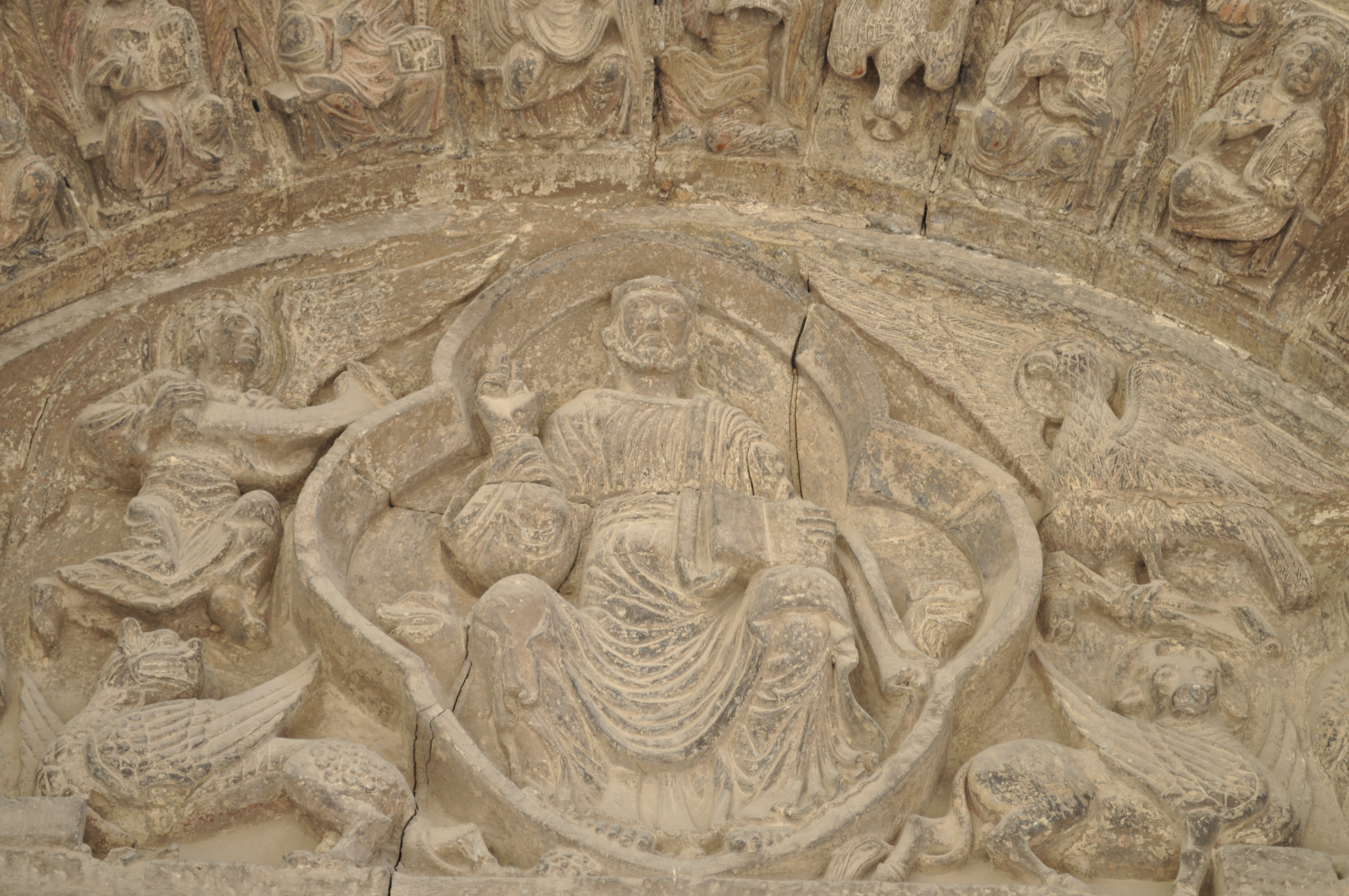
Pantocrátor

La portada principal es de medio punto perteneciendo al románico avanzado. Se pueden apreciar tallas en piedra que relatan escenas del Nuevo Testamento, así como distintos adornos vegetales y diversos oficios (músicos, canteros, etc), destacando en el tímpano un Pantocrátor con símbolos de los cuatro evangelistas. El tímpano, rodeado de cuatro arquivoltas, está compuesto por el Pantocrátor o Cristo en Majestad dentro de una mandorla cuadrilobulada, rodeado por el tetramorfos (los cuatro evangelistas) y finalmente por dos figuras arrodilladas, Magdalena y Marta (o Lázaro). La portada es muy similar a las famosas portadas de San Miguel de Estella y Santa María de Sangüesa. Las arquivoltas presentan un interesante decoración y están apoyadas sobre jambas lisas y capiteles historiados. Esta puerta estuvo desde 1708 hasta 1986 protegida por una fachada de ladrillo. En la cabecera, sobre la portada principal y en la cornisa se pueden observar espléndido canecillos románicos.
- Puerta lateral

La portada lateral, situada en el lado norte de la iglesia y a la izquierda de la puerta principal, cuenta de tres arquivoltas apoyada sobre capiteles muy deteriorados. Se redescubrió en 1972, ya que se hallaba oculto bajo una capa de yeso en la actual capilla de Santo Cristo. Fue por tanto inutilizada cuando se construyó esta capilla en el siglo XVII. Esta puerta daba a un cementerio medieval (según las excavaciones arqueológicas que se llevaron a cabo en 1986), hoy cubiertas por un pavimento.

## Retablo

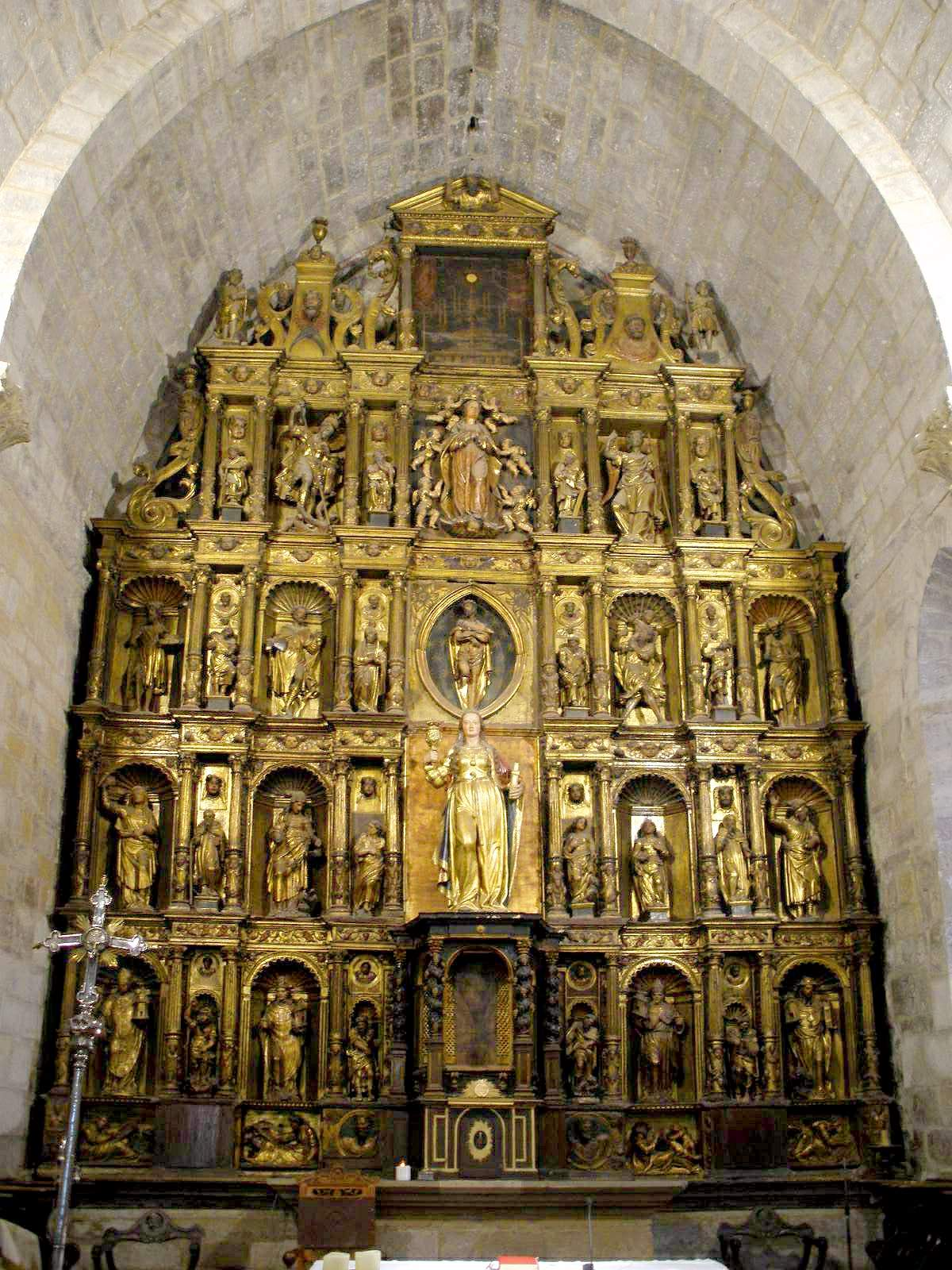
Retablo principal.

Preside el templo parroquial de Santa María Magdalena de Tudela un retablo mayor de gran tamaño de mediados del siglo XVI, que viene a ser uno de los mejores conjuntos del primer Renacimiento navarro. Fue subastado a candela a comienzos de 1551, con la participación de los más importantes maestros de la zona, como Esteban de Obray y Pedro de Navascués, de Tudela, Pierres del Fuego, de Tarazona, y Pedro de Segura y Juan Remírez, de Sangüesa; después de diversas pujas la candela se apagó en favor de Juan Remírez, quien se obligaba a hacer el retablo por la cantidad de 264 ducados. También intervendrá en la obra el otro maestro sangüesino, Pedro de Segura; a ambos se les conoce en la documentación como «los maesos de Sangüesa».
Pero la figura principal, a la que se le debe fundamentalmente el retablo, es Domingo de Segura, pariente de los anteriores, que aparece trabajando desde 1552. Los trabajos están concluidos en 1556, cuando se le abonan doce ducados a un tal «Maese Miguel» en concepto de la tasación.
El retablo es de tipo aragonés, según se estipulaba en el contrato, donde se ponía como modelo al desaparecido retablo de San Felipe de Zaragoza, que en 1525 contrataron Juan de Moreto y Juan Picart.
Su traza, típicamente plateresca, responde al sistema de casillero con múltiples compartimentaciones y consta de un banco, cuatro cuerpos y un ático. Los cuerpos están formados por columnas exentas de capitel compuesto y fuste decorado en su tercio inferior y estriado el resto; en ellas descansan unos frisos decorados por grutescos y querubines, que alternativamente avanzan para montar directamente sobre las columnas. Estas dividen a los tres primeros cuerpos en cinco calles y cuatro entrecalles, a excepción del último y del ático que presentan estructuras decrecientes para adaptarse al paño apuntado de la cabecera. En cuanto a las cajas, son rectangulares en el banco y en el último cuerpo y en forma de hornacina con venera en las calles de los restantes cuerpos, incorporando asimismo hornacinas, si bien son de menor tamaño en las entrecalles del primer cuerpo; las demás entrecalles tienen tableros lisos con tondos o cabezas de querubines en su parte superior. La calle central está muy retocada, no obstante conserva a la altura del tercer cuerpo una mandorla, que recuerda a los ostensorios de los retablos aragoneses de la época.
Se remata el retablo con un ático entre columnas, similares a las que forman los cuerpos, y se corona por frontón triangular, que alberga un busto del Padre Eterno; a sus lados se sitúan pirámides truncadas con bustos y niños en los extremos.
Estilísticamente, el retablo pertenece a un Renacimiento avanzado, en el que se valora lo propiamente arquitectónico, aún sin abandonar lo ornamental, que en este caso no es muy profuso y tiende a la plasticidad. Por otro lado, se advierte cómo se eliminan los motivos de un primer Plateresco y en su lugar se utilizan otros que incluso van anunciando el vocabulario manierista; así han desaparecido los balaustres en favor de una columna más clasicista, observándose también una evolución similar en el temario decorativo, que llega a incorporar ornatos manieristas, como la cartela de cueros retorcidos y los hermes, entre otros temas.
Ocupan las cajas del banco y de los cuerpos un elevado número de tallas de bulto redondo y no gran tamaño, que dada la diversidad de manos no presentan una calidad uniforme, aunque en general resultan un tanto toscas y de factura deficiente, residiendo su interés, más en el efecto de conjunto que en el detalle. En cuanto al estilo, se deben relacionar con la escultura aragonesa del segundo cuarto del siglo XVI y en especial con la línea expresiva de Gabriel Yoly, del que se toman abundantes recetas.

## Galería

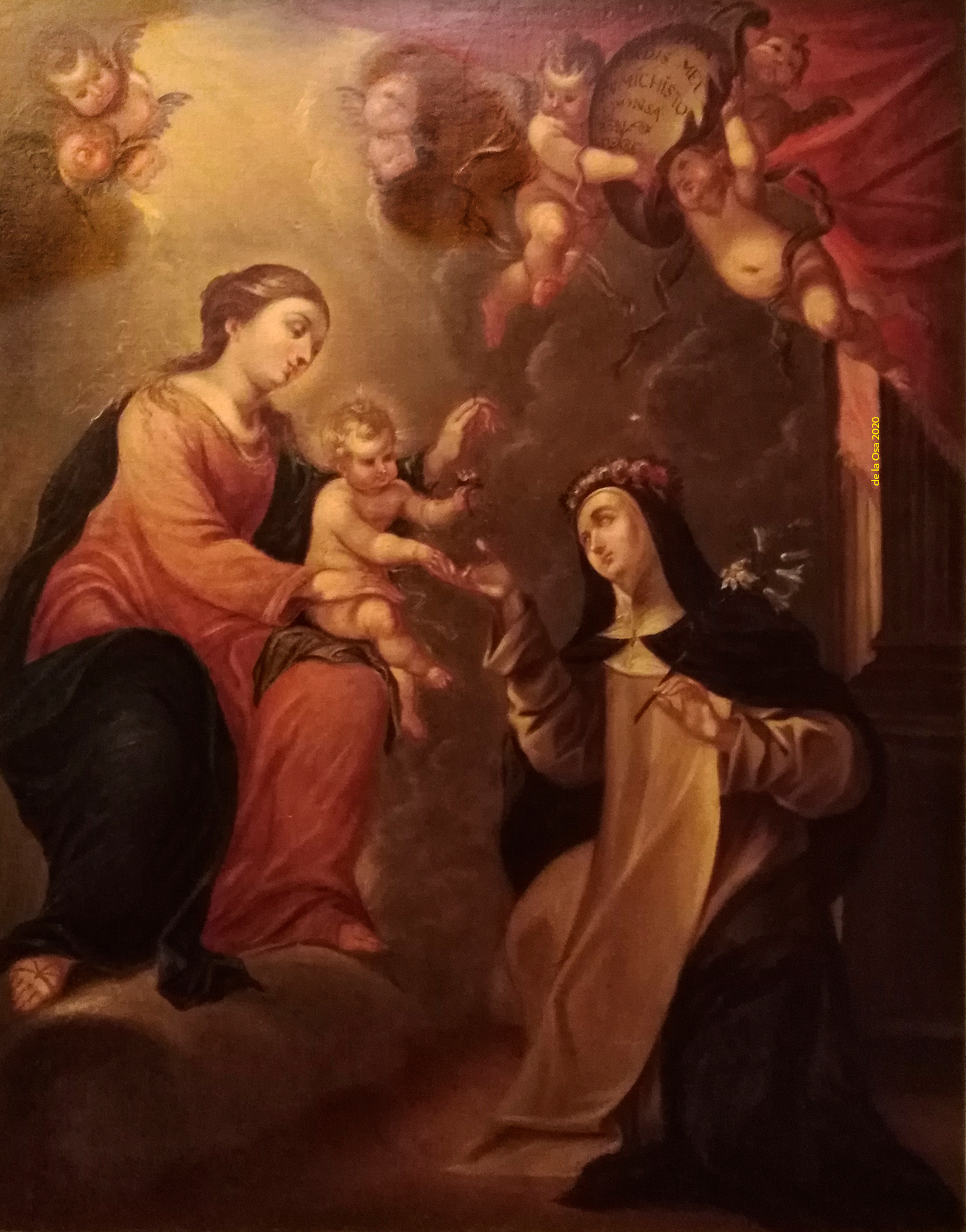
Bodas místicas de Santa Rosa de Lima - Autor Vicente Berdusán – Cronología s. XVII

## Situación
Se localiza al final de la calle Caldereros, frente al puente sobre el río Ebro.